# Kaplanköy (Göçbeyli), Bergama
Kaplan, Göçbeyli là một xã thuộc huyện Bergama, tỉnh İzmir, Thổ Nhĩ Kỳ. Dân số thời điểm năm 2010 là 75 người.